# Ommen
Ommen je občina in mesto na vzhodu Nizozemske v provinci Overijssel. Leta 2005 je imelo mesto 17.023 prebivalcev.
Mestne pravice je mesto dobilo leta 1248. Trenutni župan je Arend ten Oever.
Ommen je v pobraten z nemško vasjo in občino Recke v Severnem Porenju - Vestfaliji.